# Coupe des Pays-Bas de football 1963-1964
Navigation
Édition précédente Édition suivante
La Coupe des Pays-Bas de football 1963-1964, nommée la KNVB beker, est la 46e édition de la Coupe des Pays-Bas. La finale se joue le 14 mai 1964 au stade Philips à Eindhoven.
Le club vainqueur de la coupe est qualifié pour la Coupe des coupes 1964-1965.

## Finale
Le Fortuna '54 (nl) bat l'ADO La Haye 4 à 3 aux tirs au but. Les deux équipes ne marquent aucun but au cours de la rencontre, ni pendant la prolongation. Fortuna remporte son deuxième titre.